# Manifesto of Nevermore
Manifesto of Nevermore è una raccolta del gruppo musicale thrash metal statunitense Nevermore, pubblicata dalla Century Media nel 2009.

## Tracce
1. Final Product - 04.22
2. Born - 05.05
3. Enemies of Reality - 05.11
4. Tomorrow Turned into Yesterday - 04.35
5. Believe in Nothing - 04.22
6. Narcosynthesis - 05.31
7. Dreaming Neon Black - 06.26
8. Beyond Within - 05.12
9. Next in Line - 05.33
10. The Seven Tongues of God - 05.59
11. Matricide - 05.21
12. What Tomorrow Knows - 05.12
13. The Heart Collector (live) - 06.45

Tracce 1 e 2 da This Godless Endeavor

Tracce 3 e 4 da Enemies of Reality

Tracce 5 e 6 da Dead Heart in a Dead World

Tracce 7 e 8 da Dreaming Neon Black

Tracce 9 e 10 da The Politics of Ecstasy

Traccia 11 da In Memory

Traccia 12 da Nevermore

Traccia 13 da The Year of the Voyager

## Formazione
- Warrel Dane – voce
- Jeff Loomis – chitarra
- Jim Sheppard – basso
- Van Williams – batteria
- Steve Smyth - chitarra (1, 2)
- Tim Calvert - chitarra (7, 8)
- Pat O'Brien - chitarra (9, 10, 11)

Altri musicisti
- Mark Arrington - batteria (12)
- Chris Broderick - chitarra (13)